# Hamneda
Hamneda is een plaats in de gemeente Ljungby in het landschap Småland en de provincie Kronobergs län in Zweden. De plaats heeft 156 inwoners (2005) en een oppervlakte van 47 hectare. Hamneda wordt omringd door zowel landbouwgrond als bos en ligt vlak aan de rivier de Lagan. In de plaats staat een kerk, deze kerk is gebouwd tussen 1889 en 1892 en is ontworpen door de architect Fritz Eckert. De stad Ljungby ligt zo'n vijftien kilometer ten noorden van het dorp.
Ljungby · Lagan · Ryssby · Lidhult · Kånna · Vittaryd · Angelstad · Agunnaryd · Hamneda · Dörarp · Bolmen · Byholma en Grimshult